# Sân vận động LFF
Sân vận động LFF (Sân vận động Liên đoàn bóng đá Litva, tiếng Litva: LFF stadionas), trước đây được gọi là Sân vận động Vėtra, là một sân vận động bóng đá ở Vilnius, Litva.

## Tổng quan
Sân vận động này lần đầu tiên được đặt tên là Lokomotyvas trong thời kỳ Xô viết do vị trí của sân gần với ga đường sắt Vilnius.
Năm 2004, đây là sân vận động bóng đá tư nhân đầu tiên ở Litva được xây dựng lại sau thời kỳ Xô viết. Sau đó, sân được đổi tên thành Sân vận động Vėtra và trở thành sân nhà của FK Vėtra. Năm 2005, sân đã tổ chức trận đấu đầu tiên của đội tuyển quốc gia.
Sau khi FK Vėtra bị phá sản năm 2010, sân vận động đã được Liên đoàn bóng đá Litva tiếp quản và đổi tên một lần nữa thành Sân vận động LFF. Sân vận động đã trải qua nhiều lần cải tạo khác nhau để đáp ứng tiểu chuẩn sân vận động hạng 3 của UEFA. Sau khi cải tạo, sân vận động cũng bao gồm trụ sở mới của LFF, trong khi mặt sân được đổi thành sân cỏ nhân tạo.
Vào năm 2015, sân vận động đã được nâng cấp - sân cỏ nhân tạo được thay thế bằng bề mặt sân mới có chất lượng cao hơn và hệ thống chiếu sáng sân vận động đã được nâng cấp. Một năm sau, trước trận đấu với Malta, một bảng điểm mới đã được lắp đặt. Mặt sân một lần nữa được thay thế vào tháng 4 năm 2020.
Kể từ năm 2012, sân vận động này là sân nhà của đội tuyển bóng đá quốc gia Litva và cũng là sân nhà của một trong những câu lạc bộ hàng đầu của Litva, FK Žalgiris Vilnius.
Sức chứa hiện tại của sân vận động là 5.067 chỗ ngồi.